# Mahaupahat
Maha Oupahat, ou Mahā Uparāt, fut roi du Lan Xang (actuel Laos) de 1575 à 1579.

## Origine
Maha Oupahat ou Mahā Uparāt n'est pas le nom, mais le titre signifiant « Vice roi ou Prince Héritier » d'un prince royal du Lan Xang peut-être identifié avec « Volavongsa », un fils de Photisarath (et donc un frère ou demi-frère cadet de Setthathirath), capturé avec son épouse lors d'une invasion du pays par le roi Bayinnaung en 1564 et déporté en Birmanie.

## Règne
En 1575 Bayinnaung, décide de soumettre définitivement le Lan Xang à son autorité et il l'envahit de nouveau. Après la capture du régent Saensurin et de son petit-fils le roi Nokeo Koumone, le roi Birman confie le trône à Maha Oupahat qui vivait à sa cour depuis plus de dix ans et dont il avait apprécié la docilité.
En 1579, une révolte éclate dans le sud du pays, menée par un imposteur un peu magicien ou illuminé qui prétend être la réincarnation du roi Setthathirath. Les rebelles progressent jusqu'à Muon Nakhon, d'où ils menacent la capitale. Le roi Maha Oupahat cherche à rejoindre son suzerain birman par le fleuve Mékong mais il se noie dans sa fuite au passage des rapides de Khemmarat avec son épouse et ses filles. Après avoir rétabli l'ordre, le roi birman décide par mesure d'apaisement de nommer roi l'ancien régent Saensurin qui était son prisonnier depuis 1575.

## Source
- Michel Lorrillard, La succession de Setthāthirāt : réappréciation d'une période de l'histoire du Lān Xāng, dans: Aséanie 4, 1999, p.  45-64.